# David Hilbert
David Hilbert (Königsberg, Poroszország, 1862. január 23. – Göttingen, Németország, 1943. február 14.) német matematikus. A 19. és a korai 20. század egyik legkiemelkedőbb matematikusának tartják. Hírnevét a matematika széles terén megalapozta: az invariáns elmélettel, a geometria axiomatizálásával és a funkcionálanalízis megalapozásával. Jelentős eredménye volt a Waring-probléma bizonyítása.
Hilbert közölte elsőként a híres gravitációs téregyenletet, mely az általános relativitáselmélet alapköve.

## Élete
Hilbert Königsbergben, Kelet-Poroszországban született. (Königsberg a második világháború óta Kalinyingrád néven Oroszországhoz tartozik.) Tanulmányait a Collegium fridericianumban kezdte, (abban az iskolában, ahol 140 évvel korábban Immanuel Kant is tanult), de a szülővárosában található Wilhelms Gimnáziumban fejezte be 1880-ban. Ezután a königsbergi egyetem, az "Albertina" diákja lett. Diákévei alatt találkozott Minkowskival, akivel életre szóló barátságot kötött, és Hurwitzcal, akit 1884-ben extraordinariusnak neveztek az Albertinán. Hármuk között igen intenzív és eredményes tudományos eszmecsere alakult ki, és különösen Minkowski és Hilbert gyakorolt egymásra nagy hatást. Hilbert 1885-ben szerezte meg a doktorátusát Ferdinand von Lindemann vezetése alatt írt disszertációjával, ami az Über invariante Eigenschaften spezieller binärer Formen, insbesondere der Kugelfunktionen címet viselte.
Professzorként a königsbergi egyetemen maradt 1886-tól 1895-ig, egészen addig, amíg Felix Klein közbenjárására a Göttingeni Egyetemen, amely abban az időben vezető szerepet játszott a matematikai kutatások terén, a matematikai tanszék vezetését meg nem kapta. Ettől kezdve egészen haláláig Göttingenben dolgozott.
1892-ben feleségül vette Käthe Jeroscht (1864–1945), akivel egy gyermekük született: Franz Hilbert (1893–1969).
Göttingeni 69 Ph.D. tanítványa közül sokan később híres matematikusok lettek, mint például Otto Blumenthal (1898), Felix Bernstein (1901), Hermann Weyl (1908), Richard Courant (1910), Erich Hecke (1910), Hugo Steinhaus (1911), Wilhelm Ackermann (1925) (ahol az évszámok a diplomázás évét jelentik). 1902 és 1939 között Hilbert volt a szerkesztője a kor vezető matematikai folyóiratának, a Mathematische Annalen című lapnak.
1910-ben másodikként (és kilencven éven át egyben utolsóként is) kapta meg a Magyar Tudományos Akadémia Bolyai-díját.

## A geometria axiomatizálása
Hilbert műve, a Grundlagen der Geometrie (magyarul: A geometria alapjai) 1899-ben jelent meg a geometria axiomatizálását tűzve ki célul maga elé. Hilbert egy formális axiómarendszert javasolt a hagyományos euklideszi axiómák helyett, megpróbálva kiküszöbölni az euklideszi axiómarendszer hibáit. Hilberttől függetlenül, de vele egyidőben egy 19 éves amerikai diák, Robert Lee Moore is publikált egy ekvivalens axiómarendszert. A két axiómarendszer között a különbség csak annyi, hogy bizonyos axiómák az egyik rendszerben tételként vezethetők le és fordítva, bizonyos tételek a másik rendszerben axiómaként vannak kimondva.
Hilbert elgondolása a modern axiomatikus eljárás megjelenését jelentette. Az axiómákat nem tekintette magától értetődő igazságoknak. A geometria olyan dolgokkal foglalkozik, amelyekről igen erős intuíciónk van, de nem kötelező jelentést hozzárendelni a definiálatlan fogalmakhoz. Az olyan elemeket, mint amilyen a pont, egyenes és sík, helyettesíthetnénk, ahogy Hilbert mondta, asztalokkal, székekkel, söröskorsókkal és más tárgyakkal is. A köztük lévő definiált kapcsolatok az, ami a vizsgálat tárgyát képezi.
Hilbert először felsorolja a definiálatlan fogalmakat. Ezek a pont, egyenes, sík, az illeszkedés, a ,,két pont között lenni" reláció, a pontpárok egybevágósága és a szögek egybevágósága. Az ezután megadott axiómák egyetlen rendszerben egyesítik az euklideszi síkgeometriát és testgeometriát.

## Magyarul megjelent művei
- David Hilbert–Stefan Cohn-Vossen: Szemléletes geometria, fordító: Strommer Gyula / Paul Alekszandrov: A topológia egyszerű alapfogalmai – Függelék, fordító: Bognár Mátyás, Gondolat, Budapest, 1982